# Iglesia de San Juan (Tartu)
La Iglesia de San Juan de Tartu —en estonio: «Jaani kirik», en alemán: «St. Johanniskirche zu Dorpat»— es una iglesia luterana de estilo gótico en ladrillo, y uno de los monumentos más emblemáticos de la ciudad de Tartu, en Estonia. Está dedicada a San Juan Bautista.

## Historia
Inicialmente, la Iglesia de San Juan fue una iglesia católica, ya que las partes más antiguas del edificio actual datan del siglo XIV. Antes de eso, ya existía un templo en el mismo lugar al menos desde la primera mitad del siglo XIII. Las investigaciones arqueológicas sugieren que podría haber habido una iglesia de madera en este sitio ya en el siglo XII. Esto resulta especialmente notable, dado que la cristianización nacional tuvo lugar bastante tiempo después.
El edificio de ladrillo rojo ha experimentado numerosos cambios a lo largo de su historia, siendo reconstruido en gran parte tras la Gran Guerra del Norte y después de la Segunda Guerra Mundial. En 1746 y 1769 se añadieron capillas de estilo barroco. Actualmente, la iglesia forma parte de la Iglesia Evangélica Luterana de Estonia.
El Gran Incendio de Tartu comenzó cerca de la iglesia en 1775, pero tanto el templo como la cercana Casa de Uppsala se salvaron de las llamas, que destruyeron cerca de doscientas viviendas.
A finales del siglo XIX, la iglesia ofrecía educación primaria. La actriz Amalie Konsa recibió allí su única formación escolar.

## Descripción
El rasgo más destacado de la Iglesia de San Juan es su impresionante conjunto de figuras de terracota que decoran el exterior del edificio. Originalmente, había más de mil figuras hechas a mano, todas distintas entre sí; en la actualidad, se conservan unas 200. La gran cantidad de figuras individuales ha dado lugar a la hipótesis de que podrían haber sido modeladas a partir de ciudadanos de Tartu; sin embargo, algunas llevan coronas, lo que sugiere que podrían representar a otras personas.
Desde 1999, la iglesia cuenta con dos campanas nuevas, llamadas Peetrus y Paulus, en honor a los dos santos patronos de la ciudad: San Pedro y San Pablo, respectivamente.

### Congregación
Actualmente, la iglesia es utilizada por la Congregación Universidad de Tartu - San Juan —en estonio: Tartu Ülikooli-Jaani kogudus—. Hasta el año 2001, la Congregación de la Universidad de Tartu y la Congregación de San Juan de Tartu funcionaban por separado.

## Galería

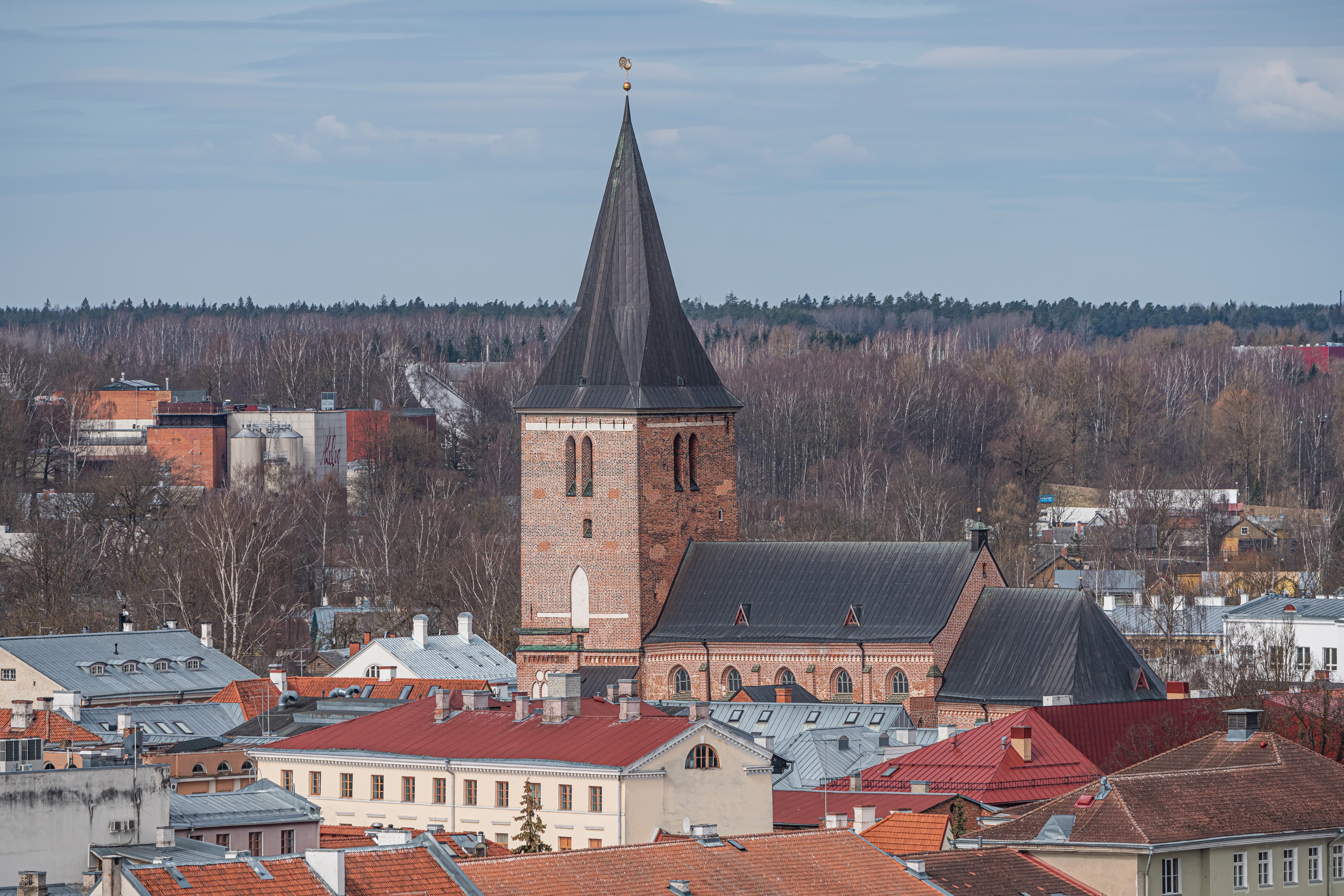
Vista remota de la iglesia desde la Torre Emajõe.
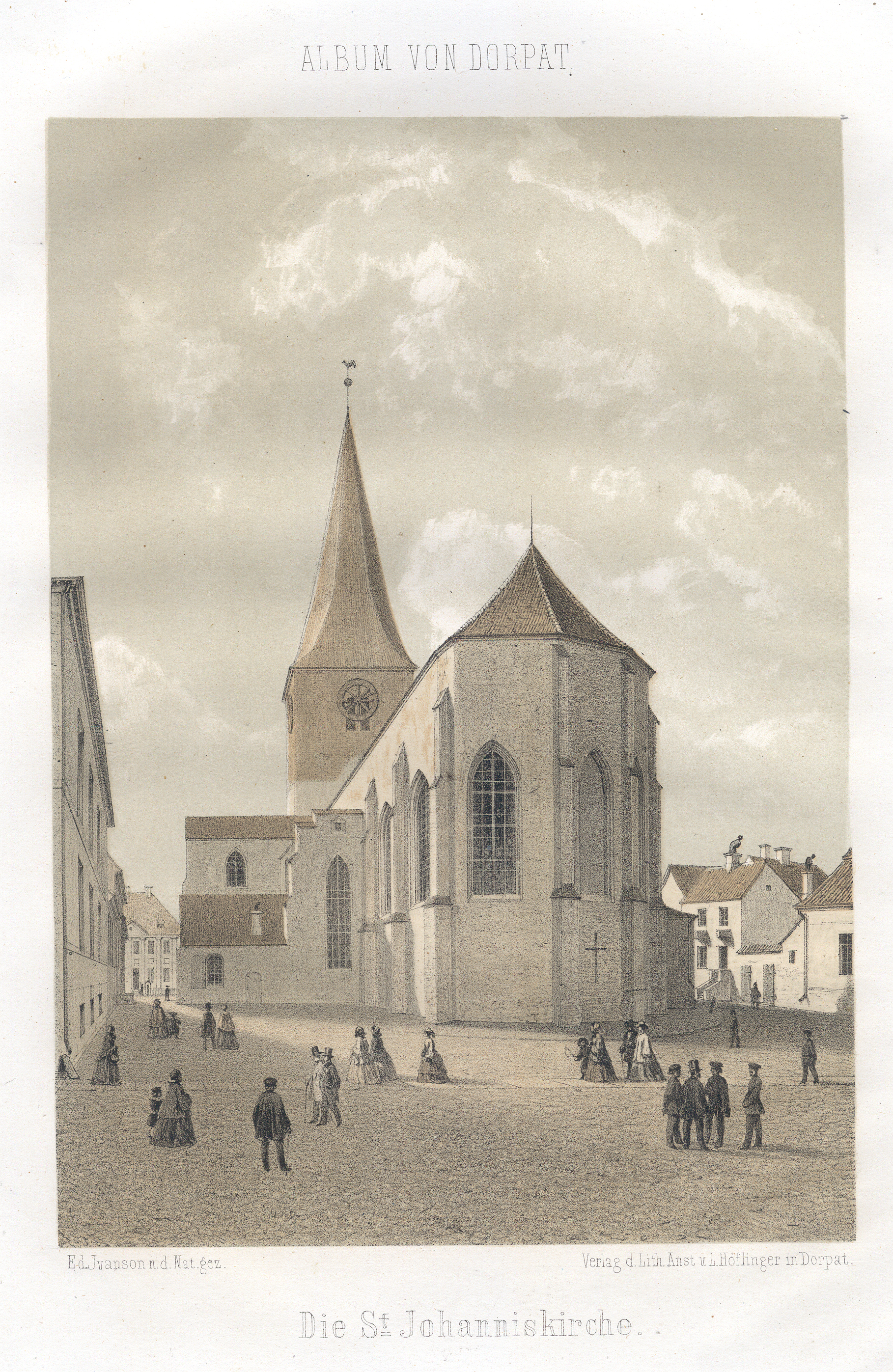
Iglesia de San Juan en 1860 por Louis Höflinger.
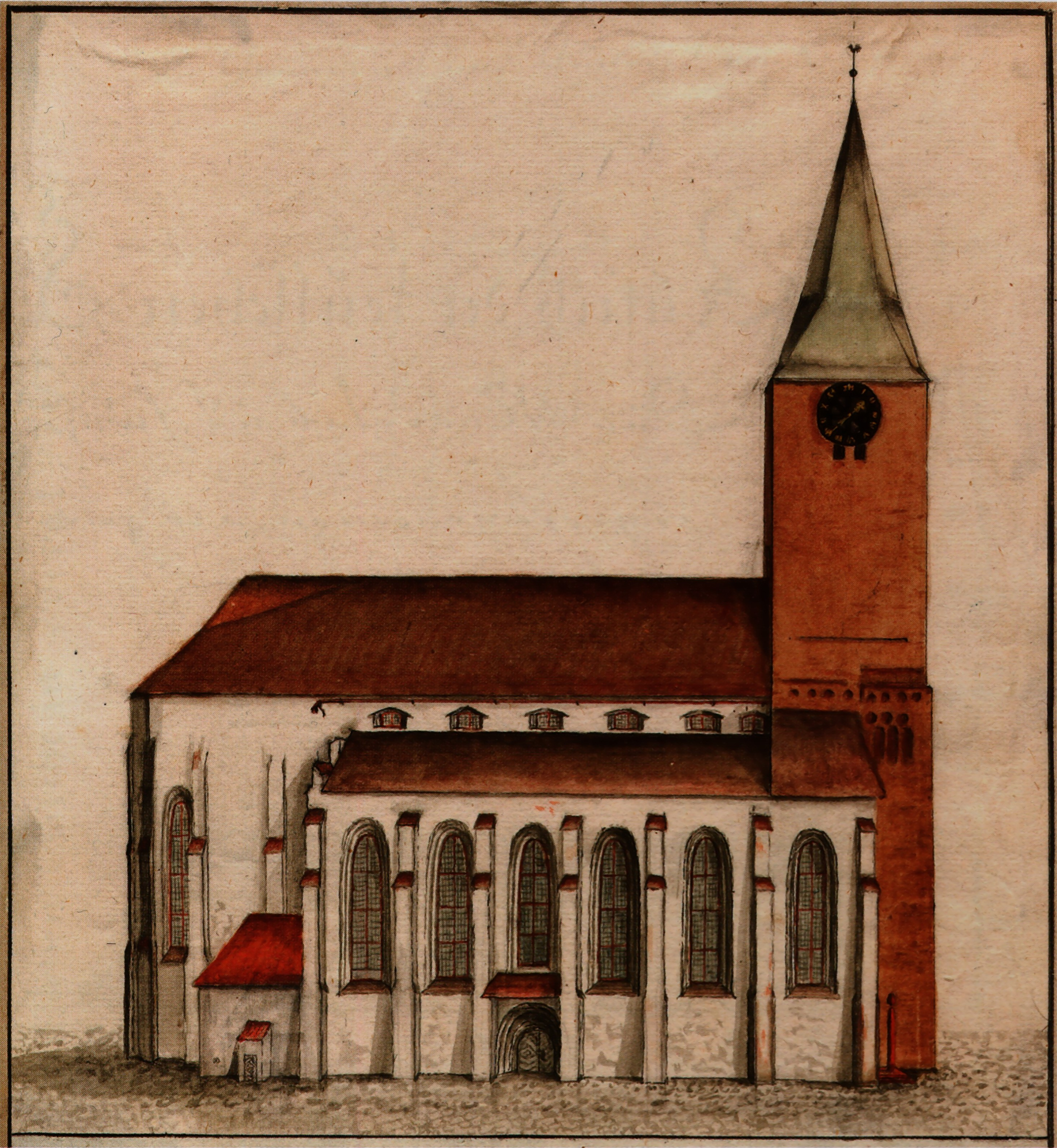
La iglesia en 1794.
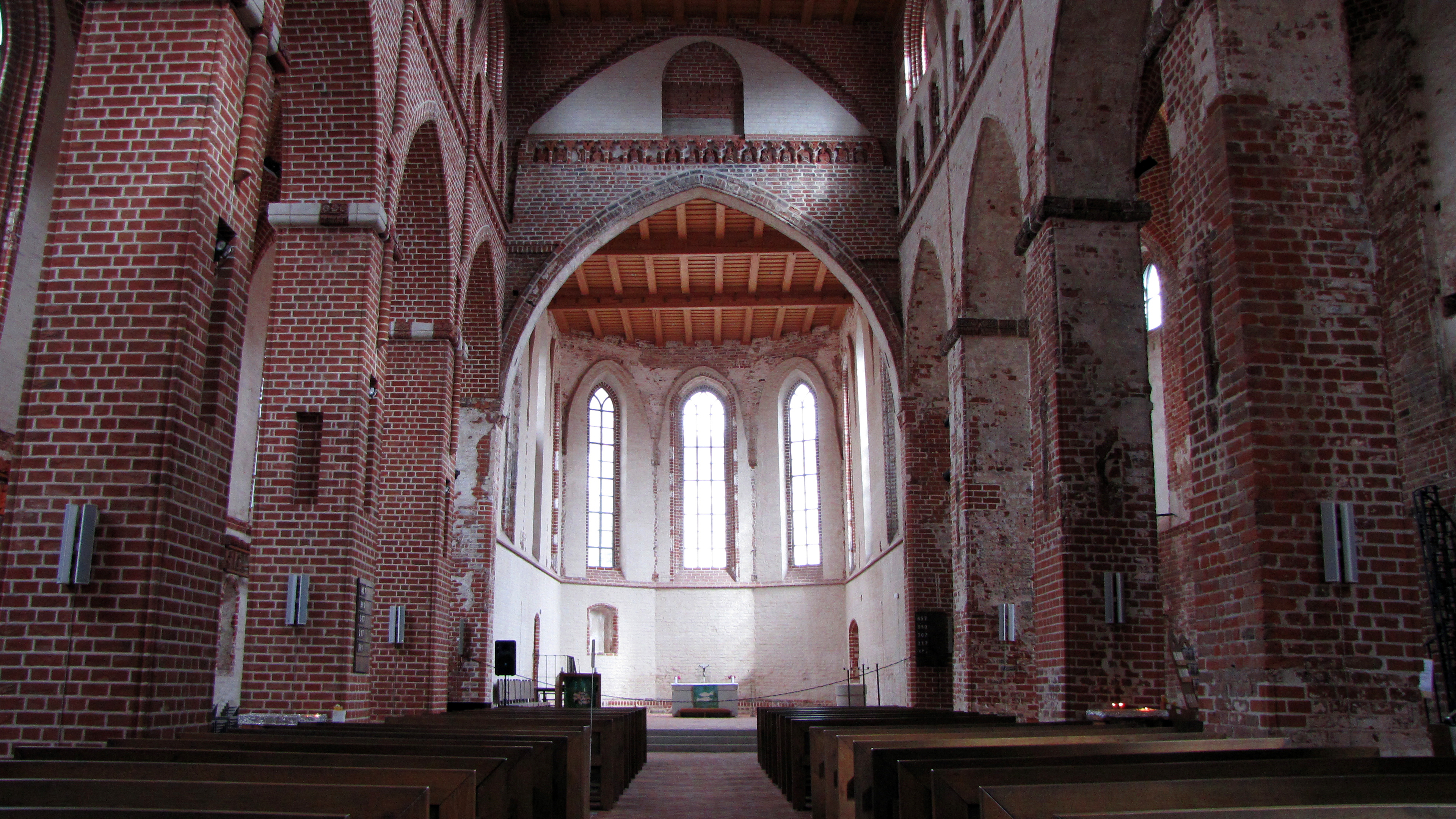
Vista interior.
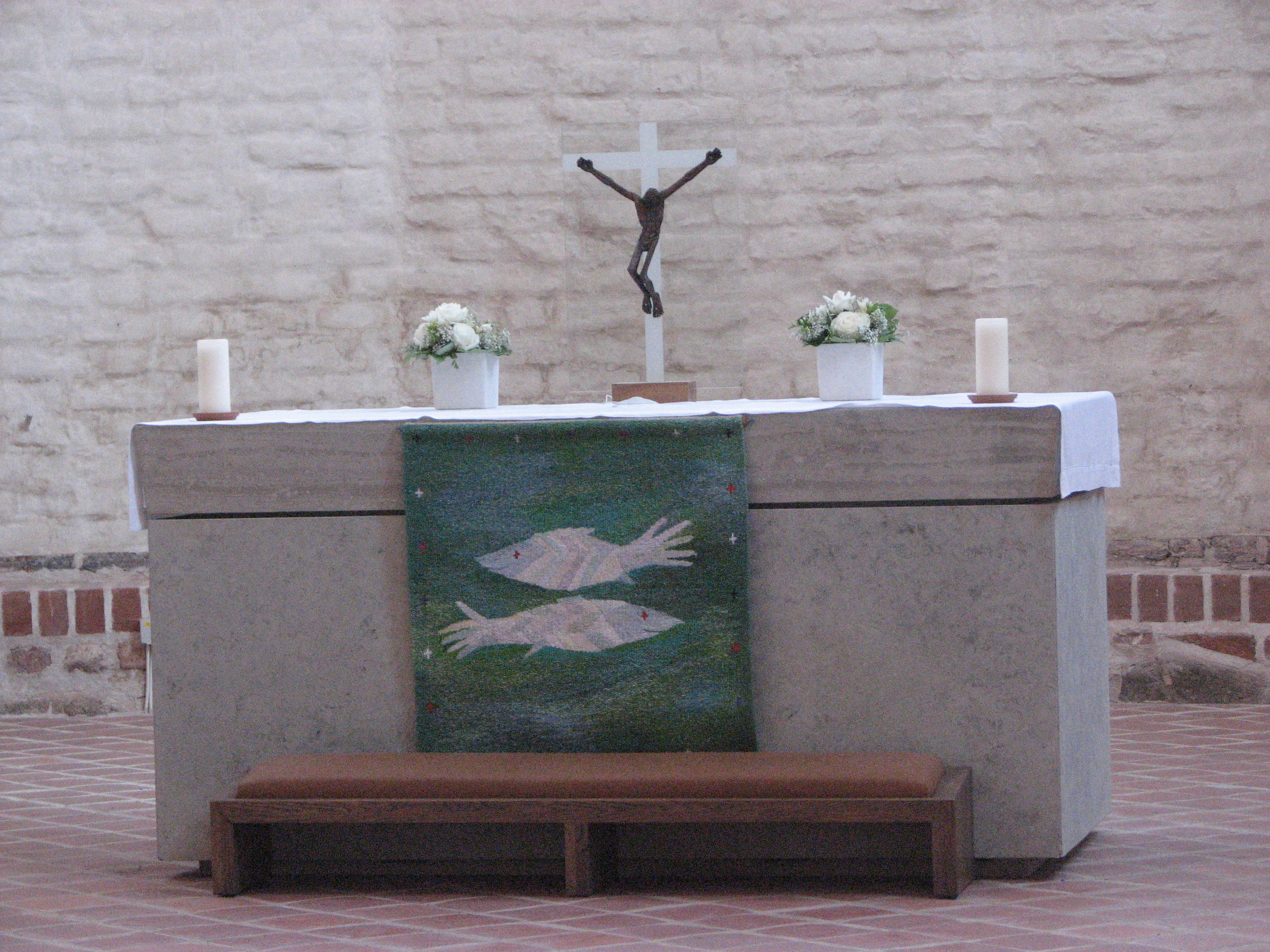
Altar.
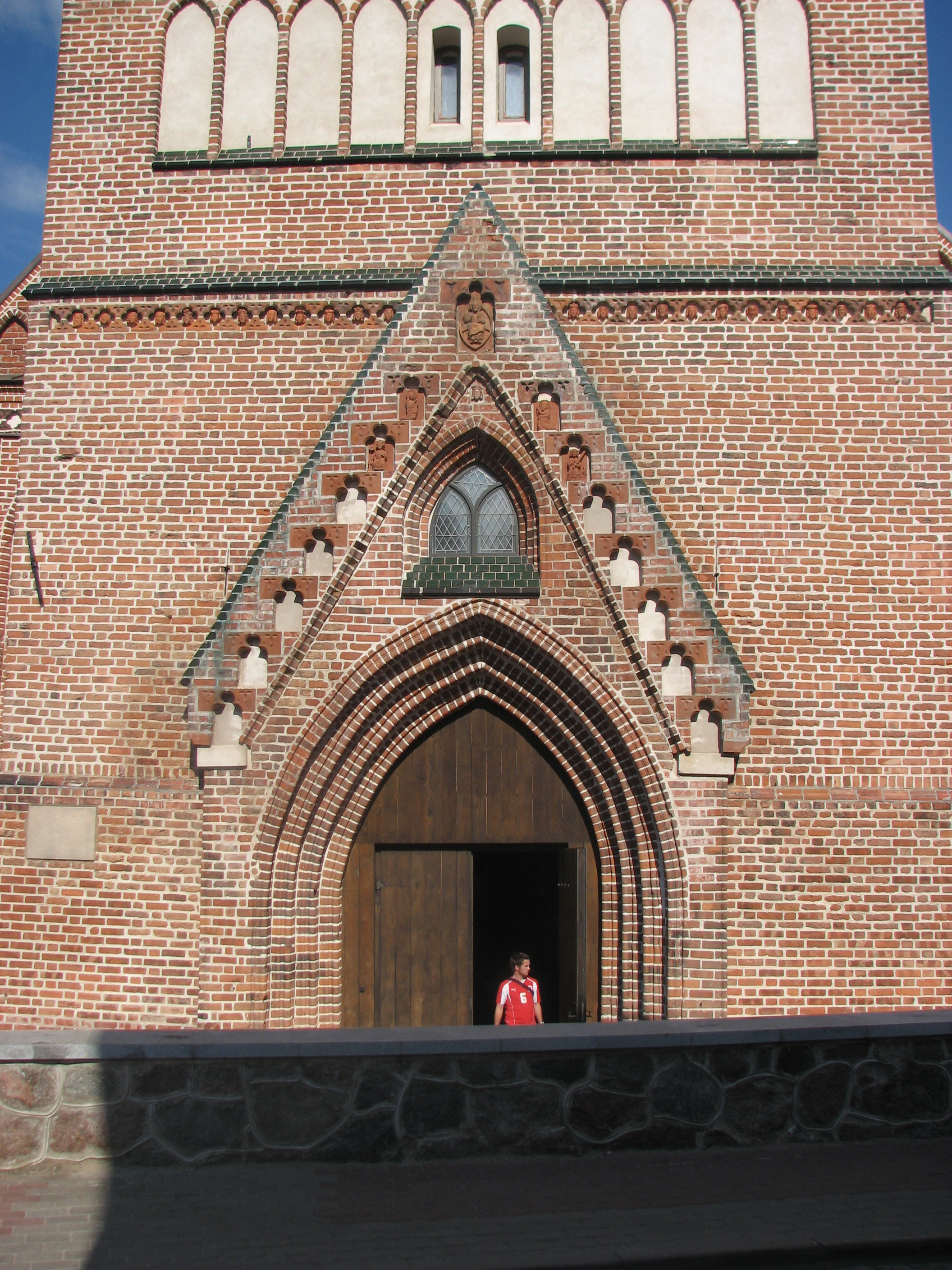
Entrada.